# Martín de Ledesma Valderrama
Martín de Ledesma Valderrama (Alcalá de Guadaíra, España, ca. 1575-Santiago del Estero, 1650) era un militar, explorador y colonizador español que fue nombrado como teniente de gobernador de Jujuy en 1621 hasta 1632, siendo lo más destacado de su gestión la fundación de dos efímeras poblaciones: la ciudad de Santiago de Guadalcázar y el «Fuerte Ledesma». En 1633 fue nombrado gobernador del Paraguay, cargo que ostentaría hasta el año 1636.

## Biografía hasta los cargos gubernamentales

### Origen familiar
Martín de Ledesma Valderrama nació hacia 1575 en la villa sevillana de Alcalá de Guadaíra, en Andalucía. Sus padres fueron Francisco de Ledesma Valderrama y Ana Melgarejo Osorio, un matrimonio de acomodados hidalgos locales. Su familia paterna, los Ledesma, formaba parte de la oligarquía municipal de Alcalá de Guadaíra y poseía en propiedad el cargo de alguacil mayor de su cabildo, que estuvo en poder de miembros del linaje hasta finales del siglo XVIII.

### Migración a Sudamérica, matrimonio y descendencia
Martín de Ledesma pasó a Indias, a la gobernación del Tucumán, donde desposó a María de Quevedo y Peñalosa. 
Con ella tuvo dos hijos: Francisco de Ledesma Valderrama y Sebastiana de Quevedo y Peñalosa.

## Teniente de gobernador de Jujuy
En la gobernación del Tucumán fue encomendero en la ciudad de Santiago del Estero. Se afincó luego en la ciudad de San Salvador de Jujuy alrededor de 1608, en donde desde 1621 era designado como «Justicia Mayor, Capitán a Guerra y Teniente de Gobernador».
En ese último año firmó la capitulación con el virrey del Perú, Diego Fernández de Córdoba (marqués de Guadalcázar), para explorar, conquistar y colonizar el Chaco Gualamba, con el propósito de contener a los indígenas ocloyas y establecer comunicación fluvial con el Atlántico, vía Asunción del Paraguay, a través de los ríos Pilcomayo y Bermejo. 

### Fundaciones efímeras
Su campaña se extendió entre los años 1625 y 1632, durante la cual fundó la desaparecida ciudad de Santiago de Guadalcázar (1626-1631) sobre la margen derecha del río Bermejo, así como el Fortín Ledesma (1626), que dio su nombre al valle donde se encuentra hoy la  ciudad de Libertador General San Martín en la provincia de Jujuy (antes llamada Ledesma). 
Santiago de Guadalcázar fue completamente destruida por los indígenas en 1631, según informe enviado al Rey por el propio gobernador del Tucumán, Felipe de Albornoz.

## Gobernador del Paraguay
Ledesma Valderrama abandonó la región cuando fue designado como quinto gobernador del Paraguay para contener la invasión portuguesa aparentemente fomentada por su antecesor, cargo que ejerció entre 1633 y 1636. 

### Fallecimiento
Martín de Ledesma Valderrama murió en Santiago del Estero en el año 1650.

## Homenajes
En su honor fue fundado el 22 de septiembre de 1914 el Club Martín Ledesma, un equipo de fútbol de la ciudad de Capiatá, Paraguay.